# Cisticola eximius
Fuinha-de-dorso-preto ou fuinha-enegrecida (Cisticola eximius) é uma espécie de ave da família Cisticolidae.
Pode ser encontrada nos seguintes países: Burkina Faso, Chade, República do Congo, República Democrática do Congo, Costa do Marfim, Eritrea, Etiópia, Gana, Guiné, Guiné-Bissau, Quénia, Mali, Nigéria, Senegal, Serra Leoa, Sudão, Tanzânia, Togo e Uganda.
Os seus habitats naturais são: campos de gramíneas subtropicais ou tropicais secos de baixa altitude e campos de gramíneas de baixa altitude subtropicais ou tropicais sazonalmente húmidos ou inundados.